# あにまどーる
あにまどーるは、日本の女性4人組アイドル。大阪・天王寺動物園開園100周年特別応援企画とし、大阪・新世界100周年実行委員会承認のもと誕生した動物をコンセプトとしたアニマルアイドルである。。各メンバーには担当動物が割り振られ、楽曲のジャンルも多岐に渡りる。ファンの通称は「あにまにあ」、スタッフのことを「飼育員」と呼ぶ。2016年7月1日現在オリジナル楽曲25曲をリリース。
2016年11月に活動休止。

## 略歴
2015年
- 1月1日　デビュー
- 3月23日　SHOW ROOM関西ブロック優勝[1]
- 9月19日　新メンバーを加えCDシングル3枚同時リリース
- 11月12日　FM　OSAKA　カモン！EXPO大作戦！！　出演
- 11月20日　MBSラジオ「うたバッカ」出演
- 11月23日　初のワンマンライブをumeda AKASOにて開催、546人を集める
- 12月7日～12月18日　テレビ出演　MBS　青鬼[2]

2016年
- 5月2日　新星堂から、CDシングル3枚同時リリース
- 6月21日　「７２８大使（浪速区盛り上げ大使）」に就任
- 7月4日　公式サイトでメンバー3人が卒業し、4人体制に移行することを公表。また、8月11日に開催予定だった東京ワンマンライブ（東京キネマ倶楽部）の中止も公表
- 7月9日　愛知県 （ワンマンライブ） @ 名古屋LIVE HALL M.I.D
- 9月4日　大阪府 （ワンマンライブ） @ 大阪BIGCAT

## メンバー
- オリジナルメンバー
  - えりパン（小西恵里花 - A型、パンダ担当、ピンク担当）

身長152ｃｍ。
- こなッサー（村野古奈実　- A型、レッサーパンダ担当、ブルー担当）

クールビューティ担当

## 楽曲
2016年7月1日現在で動物をモチーフに恋愛、家族愛、絆などをテーマにPOP、ロック系、バラードなど幅広くオリジナル楽曲25曲をリリース
- 1.らいらいらいおん（2014.11.29）
- 2.Love it（2014.11.30）
- 3.恋するキリン（2015.1.1）
- 4.強がりパンダ（2015.2.17）
- 5.Rainbow jump！（2015.3.17）
- 6.いち、に、ぱんダー！！（2015.4.21）
- 7.陽だまりの朝（2015.5.19）
- 8.あ～こりゃラクダ！（2015.6.16）
- 9.「タイガーる」（2015.6.30）
- 10.Animal Story（2015.7.21）
- 11.にゃんこ大作戦（2015.8.11）
- 12.アニマビスタ（2015.9.15）
- 13.ハイエナじー（2015.10.13）
- 14.NO NO CHUBBY（2015.10.27）
- 15.しっぽのきもち（2015.11.17）
- 16.ごめんなサイ（2015.11.23）
- 17.小さな愛を届けるまで（2015.11.23）
- 18.トラバター（2015.12.15）
- 19.しりとりんゴリラ（2016.1.26）
- 20.黄色いバナナと、まぁるい地球（2016.2.22）
- 21.花咲～Story of shiro～(2016.3.22)
- 22.いえっさーぱんだ(2016.4.26)
- 23.ペン☆ペンぎん(2016.5.31)
- 24.アニマル大戦争(2016.6.28)
- 25.パリピPA-ON(2016.7.19)